# Hucho hucho

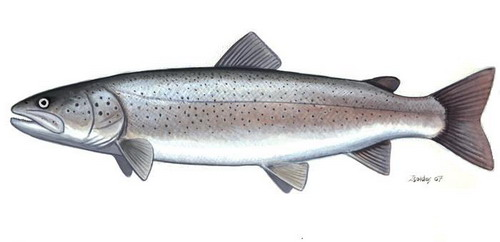
Representación artística

El salmón del Danubio o hucho (Hucho hucho) es una especie de pez salmoniforme de la familia Salmonidae. Se distribuye por el río Danubio y otros ríos de su cuenca hidrográfica, por buena parte del centro de Europa.

## Anatomía
La longitud máxima descrita fue de 150 cm, aunque la longitud máxima normal es de unos 70 cm. Presenta de 3 a 5 espinas tanto en la aleta dorsal como en la aleta anal, además de los radios blandos.

## Hábitat y biología
Es una especie potádroma, que migra a lo largo de los cauces fluviales pero nunca sale al mar, por lo que es totalmente de agua dulce al contrario que otras especies emparentadas. Prefiere temperaturas entre 6 °C y 18 °C. Su hábitat era toda la cuenca del Danubio, aunque recientemente han sido introducido para repoblar otros ríos, como medida para preservar la especie cuyo número en aquel río está disminuyendo por cambios ecológicos.
Normalmente de hábitos solitarios, vive en las zonas más profundas de las corrientes fluviales ricas en oxígeno, siendo los adultos muy territoriales aunque no solitarios. Es carnívoro, alimentándose los alevines preferentemente de invertebrados mientras que los adultos se suelen alimentar de peces, pero también depredan anfibios, reptiles, pequeños mamíferos y aves acuáticas. A pesar de ser territoriales, hacen migraciones de corta distancia río arriba para desovar.

## Relación con el hombre
Es una importante especie en pesca deportiva, con un tamaño mínimo para capturarla de 70 cm. Las repoblaciones que con este fin se han hecho de alevines criados en cautividad no siempre han tenido éxito; la pérdida de hábitat por contaminación industrial, redirecciones de aguas y la sobreexplotación están haciendo disminuir sus poblaciones. Sin embargo, se está empleando esta especie con éxito en acuicultura, siendo una carne apreciada en el mercado.
La especie se ha introducido con éxito en el siglo XX con fines de pesca deportiva en algunos cauces de la península ibérica (Castilla y León).